# 대흥중학교 (경북)
대흥중학교(大興中學校)는 대한민국 경상북도 포항시 북구 용흥동에 있는 공립 중학교이다.

## 학교 연혁
- 1991년 2월 28일 : 대흥중학교 설립 인가(11학급)
- 1992년 3월 1일 : 초대 신규용 교장 취임
- 1992년 3월 5일 : 개교(11학급 신입생 549명 입학, 상대국민학교)
- 1992년 11월 6일 : 본교사로 신축 이전(개교기념일 지정)
- 1996년 3월 1일 : 교육부지정 인성교육 자율시범학교 운영(1996.3.1.~1998.2.28.)
- 2002년 11월 4일 : 다목적 교실 개관
- 2005년 10월 27일 : 과학실 및 가사실 현대화사업 개관
- 2006년 11월 10일 : 대흥중 한누리도서관 개관
- 2007년 5월 14일 : 급식소 완공
- 2012년 2월 16일 : 2011명품 교육 인증 대상 기관 선정
- 2013년 3월 1일 : 경상북도교육청지정 융합인재교육 시범학교 운영(2013.3.1.~2015.2.28. 2년간)
- 2024년 1월 4일 : 제30회 졸업식(졸업생 129명, 총 졸업생수 8,802명)
- 2024년 3월 1일 : 재16대 김호일 교장 취임
- 2024년 3월 4일 : 2024년 입학식(신입생 131명 입학)

## 참고 자료
- 대흥중학교 - 한국교육학술정보원 학교알리미